# Pablo Orbaiz
Pablo Orbaiz Lesaka (født 6. februar 1979 i Pamplona, Spanien) er en spansk tidligere fodboldspiller, der spillede som midtbanespiller. Han spillede gennem karrieren for blandt andet Osasuna, Athletic Bilbao og Rubin Kazan.

## Landshold
Orbaiz nåede fire kampe for Spaniens landshold, som han debuterede for den 21. august 2002 i en venskabskamp mod Ungarn. 